# Plymouth GTX
La GTX è un'autovettura prodotta dalla Plymouth dal 1967 al 1974. Fece parte della categoria delle muscle car, e fu assemblata a Saint Louis, nel Missouri. La GTX era basata sul pianale B del gruppo Chrysler ed aveva il motore installato anteriormente. La trazione era invece posteriore.

## La prima serie: 1967
Nel 1967 la GTX fu lanciata sui mercato come allestimento della Belvedere, da cui differiva per alcune caratteristiche estetiche e per la meccanica. La GTX, infatti, possedeva una calandra ed una parte posteriore peculiari che erano condivise, tra l'altro, con la Satellite. Inoltre, il bocchettone per il rifornimento del carburante era cromato e sul cofano erano installate delle prese d’aria. Erano anche disponibili, tra le opzioni, delle strisce adesive sulle fiancate. Invece, da un punto di vista meccanico, facevano parte dell'equipaggiamento standard delle sospensioni ad alte prestazioni. Il motore installato di serie era invece un V8 da 7,2 L di cilindrata che era chiamato " Super Commando 440". Questo propulsore erogava 375 CV di potenza. Come optional, era possibile aver montato un V8 "Chrysler Hemi" da 7 L. I cambi disponibili erano due, vale a dire una trasmissione manuale a quattro rapporti ed un cambio automatico a tre marce.
Le prestazioni della Belvedere GTX erano:
| Motore      | 0-60 mph (0-97 km/h) | Quarto di miglio da fermo | Note  |
| ----------- | -------------------- | ------------------------- | ----- |
| V8 da 7,2 L | 6,5 secondi          | 15,2 secondi a 156 km/h   | [ 1 ] |
| V8 da 7 L   | 4,8 secondi          | 13,5 secondi a 169 km/h   | [ 1 ] |

## La seconda serie: 1968-1970
Nel 1968, dopo un solo anno di produzione, la GTX fu promossa a modello a sé stante. Nell'occasione, la vettura fu dotata di un aspetto totalmente nuovo. Per quanto riguarda la Belvedere, la nuova versione ad alte prestazioni che sostituì la GTX fu la Road Runner. Nell'anno in questione furono anche rivisti tutti gli altri modelli che si basavano sul pianale B del gruppo Chrysler. Il motore base della Road Runner era un V8 da 6,3 L, mentre sulla GTX era ancora disponibile, come propulsore standard, il già citato V8 da 7,2 L. Esso era affiancato dal V8 da 7 L già utilizzato sulla serie precedente. Sulla GTX era offerto di serie anche il cambio automatico TorqueFlite, che era tra le opzioni disponibili per la Road Runner ad un costo di 206 dollari. La GTX era dotata di interni Sport Satellite ed era disponibile in due versioni, coupé due porte e cabriolet due porte. Sia la Road Runner che la GTX possedevano un minore isolamento acustico e un equipaggiamento più povero in fatto di comodità. Questa scelta fu fatta per diminuire il peso della vettura, che infatti comporta un miglioramento delle prestazioni.
Nel 1969 le vendite della GTX subirono un contraccolpo a causa del lancio sul mercato della versione cabriolet della Road Runner. Nell'anno in questione la GTX fu oggetto di aggiornamenti minori, tra i quali ci fu l'installazione di una presa d'aria funzionale sul cofano che rese autentico questo equipaggiamento. In precedenza, infatti, erano installate delle false prese d'aria. Il motore da 7,2 L ora erogava 375 CV. Il 1969 fu l'ultimo anno della versione cabriolet, che nell'anno in oggetto fu prodotta in 701 esemplari. I modelli del 1969 erano anche dotati di una banda nera verniciata sulla parte bassa della fiancata, che sostituì le doppie strisce di aspetto sportivo che caratterizzavano le vetture del 1968.
Nel 1970 furono aggiornate la calandra e le luci posteriori. Nonostante le novità, le vendite soffrirono per la somiglianza della GTX con la Road Runner. Per questo motivo i designer del gruppo Chrysler misero mano alla linea del modello con modifiche alla parte posteriore. Per quanto riguarda la motorizzazione, oltre al motore da 7,2 L con carburatore quadruplo corpo, essa comprendeva anche un analogo propulsore V8, ma con tre carburatori doppio corpo. Il motore da 7 L era ancora disponibile.

## La terza serie: 1971-1974
Nel 1971 la GTX fu completamente rivista. Questo fu però l'ultimo anno in cui la vettura fu un modello a sé stante. I motori disponibili erano quelli già offerti per la serie precedente, vale a dire i V8 da 7 L e da 7,2 L, quest'ultimo nelle due versioni ad alimentazione differente che erano già presenti nella serie precedente. A causa di nuove norme sulle emissioni inquinanti, il motore da 7,2 L con carburatore quadruplo corpo fu depotenziato di 5 CV a 370 CV. Per gli stessi motivi, alla versione a tre carburatori doppio corpo del propulsore da 7,2 L fu diminuita la potenza a 385 CV, mentre il motore da 7 L venne depotenziato a 425 CV. Questa serie di GTX fu offerta con due tipi di cambi, vale a dire una trasmissione manuale a quattro rapporti ed un cambio automatico a tre marce.
Le vendite di questa terza serie di GTX furono basse, e tra i motivi che comportarono questa situazione ci fu l'aumento delle spese per l'assicurazione dei veicoli, che si ripercosse principalmente sulle muscle car. Nel 1971, infatti, gli esemplari prodotti di GTX furono meno di 3.000. Per questo motivo, dal 1972 al 1974 la GTX fu retrocessa ad allestimento della Road Runner, dopo di cui fu tolta dai mercati.